# Statele imperiului German

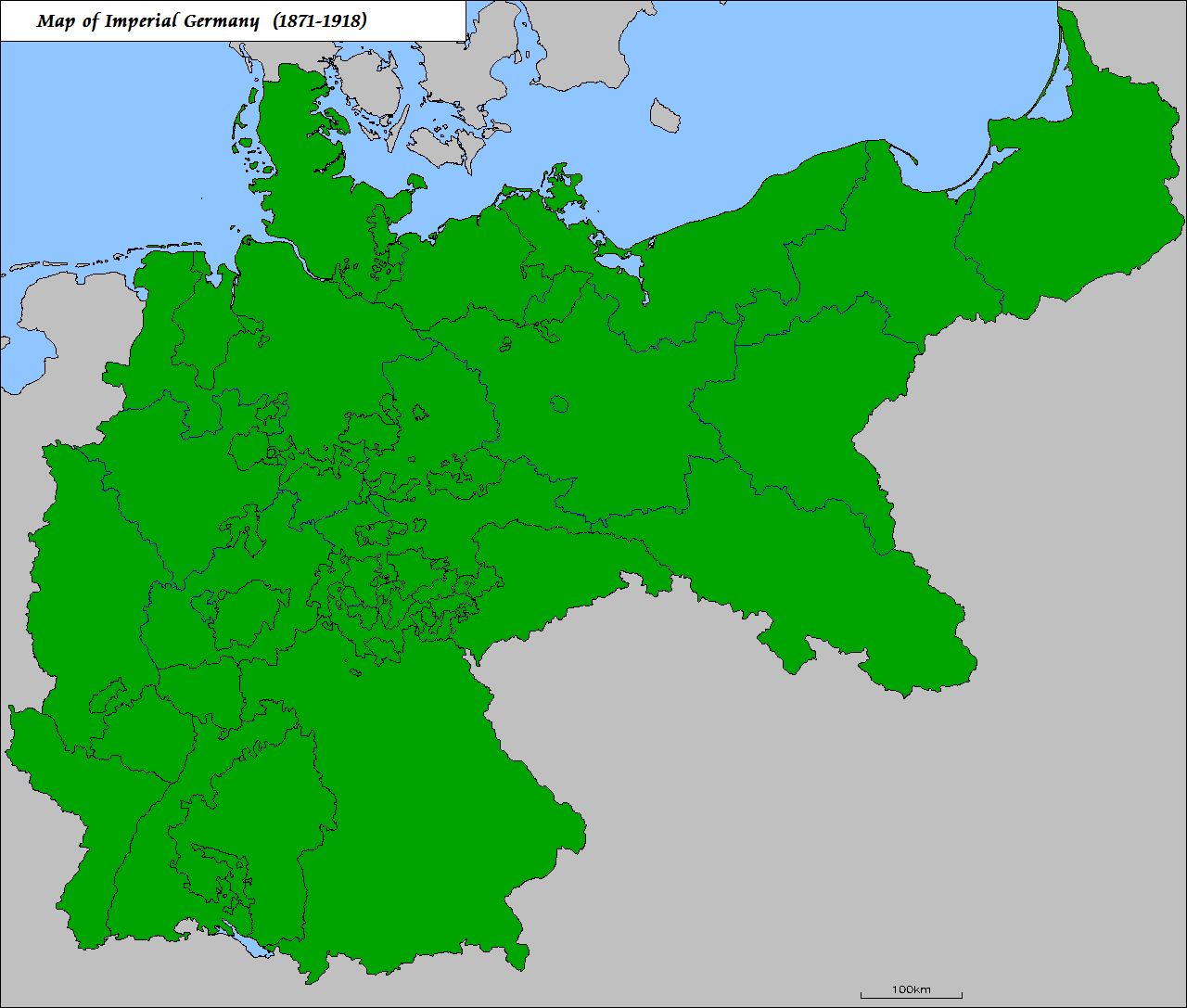
Statele imperiului German, 1871–1918

Statele imperiului German au fost mai multe teritorii cu diferite statuturi în cadrul imperiulul German. Astfel imperiul German a avut în componență regate (Königreiche), mari ducate (Großherzogtümer), ducate (Herzogtümer), principate (Fürstentümer), orașe libere (Freie Hansestädte) și un teritoriu imperial (Reichsland). Fiecare componentă a imperiului trimitea reprezentanți în consiliul imperial și în dieta imperială.

## Regate
- Bavaria (“Bayern”) - capitală München
- Prusia (“Preußen”) - capitală Berlin
- Saxonia (“Sachsen”) - capitală Dresden
- Württemberg - capitală Stuttgart

## Mari ducate
- Baden - capitală Karlsruhe
- Hesse ("Hessen", informal "Hessen-Darmstadt") - capitală Darmstadt
- Mecklenburg-Schwerin - capitală Schwerin
- Mecklenburg-Strelitz - capitală Strelitz
- Oldenburg - capitală Oldenburg
- Saxe-Weimar-Eisenach (“Sachsen-Weimar-Eisenach”) - capitală Weimar

## Ducate
- Anhalt - capitală Dessau
- Braunschweig - capitală Wolfenbüttel sau Braunschweig
- Saxe-Altenburg (“Sachsen-Altenburg”) - capitală Altenburg
- Saxe-Coburg și Gotha (vezi și Saxe-Coburg șiSaxe-Gotha) (“Sachsen-Coburg und Gotha”) - capitale Coburg și Gotha
- [[Saxe-Meiningen (“Sachsen-Meiningen”) - capitală Meiningen

## Principate
- Lippe - capitală Detmold
- Reuss-Gera (“Reuß jüngere Linie”) - capitală Gera
- Reuss-Greiz (“Reuß ältere Linie”) - capitală Greiz
- Schaumburg-Lippe - capitală Bückeburg
- Schwarzburg-Rudolstadt - capitală Rudolstadt
- Schwarzburg-Sondershausen - capitală Sondershausen
- Waldeck-Pyrmont - capitală Arolsen

## Orașe libere
- Bremen
- Hamburg
- Lübeck

## Alte
- Teritoriul imperial Alsacia și Lorena (“Reichsland Elsaß-Lothringen”)